# 梶田ミチ子
梶田 ミチ子（かじた みちこ、1952年〈昭和27年〉- ）は、日本の航空自衛官である。最終階級は空将補。佐伯光海将補（海上自衛隊医官）に続いて三自衛隊で2例目、航空自衛隊では初の女性将官であった。梶田は同じ自衛官であっても特別とされる医官・歯科医官を除く初の女性将官であるが、退職日特別昇任による空将補（いわゆる営門将補）である。
奈良女子大学を卒業後、1977年（昭和52年）航空自衛隊に一般幹部候補生（A幹部）として入隊。卓越した指揮能力が認められ、三自衛隊女性自衛官として初めて指揮幕僚課程教育を受けた。最終補職は2006年（平成18年）4月から務めた航空自衛隊航空教育隊第2教育群司令。2007年（平成19年）12月3日の退官日に空将補に特別昇任した。
2024年（令和6年）4月29日瑞宝小綬章授与。

## 参考資料
- 朝雲縮刷版（2007年）
- 1佐以上の再就職状況（防衛省報道資料・平成20年）